# サマイパタの砦
サマイパタの砦（サマイパタのとりで、El Fuerte de Samaipata）は、ボリビアのサンタ・クルス県にある遺跡であり、ユネスコの世界遺産である。ボリビア国内を走るアンデス山脈の東の山麓に位置し、ボリビアの国内外から観光客が訪れる。

## 概要
サマイパタの砦は近隣のサマイパタの町の人々に使われていた。
砦と呼ばれるが、実際には軍事拠点ではなく、コロンブス到達以前の宗教的な遺跡である。建造した先住民族は特定されていない。
20世紀以降には『神々の戦車』（邦題『未来への記憶』）で知られる古代宇宙飛行士説の主唱者の一人であるエーリッヒ・フォン・デニケンが、この遺跡は空飛ぶ円盤の発着施設跡であると主張した。彼によると、遺跡の頂上の岩に刻まれた、傾斜の付いた平行な溝で描かれた円が、その証拠なのだというが、その説は特に検討されていない。
観光客が歩き回ることで岩に刻まれたシンボル群に損傷が見られることから、内部はこれ以上の損傷を避けるために閉鎖されている。しかし、そのほとんどはまだ見学可能である。遺跡へのアクセスは容易で、サマイパタの町から連絡バスが何台も出ている。なお、少額の入場料が徴収されている。

## 登録基準
この世界遺産は世界遺産登録基準のうち、以下の条件を満たし、登録された（以下の基準は世界遺産センター公表の登録基準からの翻訳、引用である）。
- (2) ある期間を通じてまたはある文化圏において、建築、技術、記念碑的芸術、都市計画、景観デザインの発展に関し、人類の価値の重要な交流を示すもの。
- (3) 現存するまたは消滅した文化的伝統または文明の、唯一のまたは少なくとも稀な証拠。